# Nokia Cseries
Nokia C – seria telefonów komórkowych firmy Nokia, należąca do klasy telefonów społecznościowych.
Telefony te są przeznaczone do łączności, głównie przez portale społecznościowe. Oparte są na jednym z dwóch systemów operacyjnych: Nokia Operating System (Series 30, Series 40) lub Symbian. Część modeli jest wyposażona w technologię Wi-Fi, posiadają własną przeglądarkę internetową, w większości slot na karty pamięci typu microSD.

## Telefony z rodziny C
- Nokia C1-00 (Dual SIM)
- Nokia C1-01
- Nokia C2-00
- Nokia C2-01
- Nokia C2-02
- Nokia C2-03
- Nokia C2-04
- Nokia C2-05
- Nokia C2-06
- Nokia C3-00
- Nokia C3-01 Touch and Type
- Nokia C3-01.5 Gold Edition (ulepszona Nokia C3-01)
- Nokia C5-00
- Nokia C5-01 TD-SCDMA
- Nokia C5-02 5MP
- Nokia C5-03
- Nokia C5-04
- Nokia C5-05
- Nokia C5-06
- Nokia C6-00
- Nokia C6-01
- Nokia C7-00